# Kiri Sakor
Kiri Sakor är ett distrikt i Kambodja.   Det ligger i provinsen Koh Kong, i den sydvästra delen av landet, 200 km väster om huvudstaden Phnom Penh.